# Buretová příze
Buretová příze

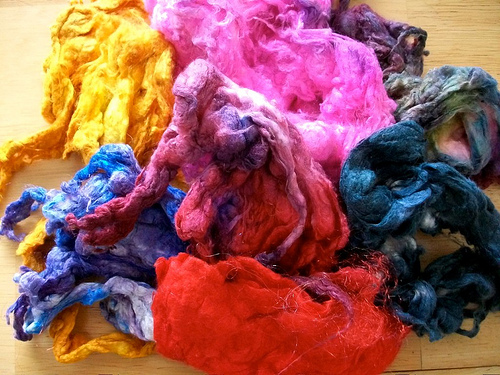
Ručně barvené výčesky z šapového hedvábí

(z franc.: bourre = vycpávka, chomáč) (angl.: silk noil yarn, něm.: Bourettegarn) je výrobek z vlákenných odpadů vzniklých při zpracování šapového hedvábí.
Buretová spolu s šapovou přízí patří k tzv. předenému hedvábí vyráběnému jen v zemích, ze kterých pochází smotávané přírodní hedvábí (75% Čína, 22% Indie).

## Způsob výroby příze
Surovina sestává z výčesků (noils) a odpadů z přádelny šapového hedvábí s délkou vláken 10-60 mm, (cca 20-25 % z množství vyráběných šapových přízí) evtl. s příměsí trhaných hedvábných tkanin. Vlákna mají drsný, matný povrch a obsahují značné množství snopků a uzlíků.
Vlákna se zpracovávají podobným postupem jako česaná vlna (válcový mykací stroj, hřebenová protahovačka, česací stroj, křídlovka, prstencový dopřádací stroj), příze se zpravidla ská (3-6 x družená) a zčásti čistí postřihováním. Během výroby jde nejméně 75 % materiálu do odpadu.
Buretové hedvábí se dá vypřádat cca do jemnosti 17 tex, příze s 80-100 zákruty na metr s pevností 10-14 cN/tex je poněkud nestejnoměrná, s typickými vlákennými smotky. 
Podle novějších odborných údajů se buretová vlákna zpracovávají na způsob mykané vlny na hrubší, měkčí příze.

## Použití
Tkaniny pro oděvní účely např. pod obchodními názvy buret, dupion, na bytové textilie, příze na vyšívání, ruční pletení, háčkování